# Rishi Kapoor
Rishi Kapoor  (Bombay, 4 de septiembre de 1952 - Ibidem., 30 de abril de 2020) fue un actor, productor y director indio, conocido por sus trabajos en el cine indio. Recibió el National Film Award por su debut en los 70, con Mera Naam Joker. En 1973 con la película Bobby que incluía el debut de la actriz Dimple Kapadia y recibió el Filmfare Best Actor Award en 1974. Desde entonces, desempeñó papeles de tema romántico en 92 películas desde 1973 hasta el 2000, de las cuales 41 fueron películas multi-starrer (en la jerga de Bollywood, películas con varias estrellas en el elenco). Solo 11 de sus 51 películas de héroes tuvieron éxito. Recibió el premio honorífico Filmfare Lifetime Achievement Award en 2008. Apareció con su futura esposa Neetu Singh en doce películas desde 1973 hasta 1981.

## Primeros años
Kapoor nació en Chembur, Bombay en una familia punjabi hindú. Fue el segundo hijo del conocido director de cine Raj Kapoor y su esposa actriz. Estudió en Campion School, Bombay y Mayo College, Ajmer. Sus dos hermanos, Randhir Kapoor y Rajiv Kapoor, también son actores.

## Carrera

### 1970–2000
Rishi Kapoor debutó en una película de su padre en 1970, Mera Naam Joker, haciendo el papel de hijo.  En una entrevista en 2012, afirmó: "Es un error pensar que la película fue hecha por un actor primerizo. La película realmente estaba llena de deudas que debía a Mera Naam Joker. Mi padre quería hacer una película de amor de adolescentes, pero no tenía dinero para sacar a Rajesh Khanna en la película". Solo 11 de sus 51 películas de héroes tuvieron éxito en taquilla y 25 de sus 41 películas multi-starrer tuvieron éxito en taquilla. Rishi Kapoor tenía 51 películas dirigidas desde 1973 hasta 2000 pero 40 fracasaron en su lanzamiento y solo han tenido algo de éxito 11 películas - entre las cuales Bobby, Laila Majnu, Rafoo Chakkar, Sargam, Karz, Prem Rog, Nagina, Honeymoon, Banjaran, Heena y Bol Radha Bol.
En 1999 dirigió Aa Ab Laut Chalen, protagonizada por Rajesh Khanna, Aishwarya Rai, Akshaye Khanna a la cabeza. Su última película de carácter romántico supuso el retraso de Karobaar: The Business of Love (2000). Rishi Kapoor actuó enHeena, dirigida por su hermano Randhir Kapoor y su padre Raj Kapoor, y en Prem Granth, una película dirigida por los tres hermanos (Rishi, Randhir y Rajiv Kapoor) y dirigida por Rajiv Kapoor.

### 2001–2020
Cambió de papeles a partir de los años 2000. Apareció en películas como Yeh Hai Jalwa (2002), Hum Tum (2004), Fanaa (2006), Namastey London (2007), Love Aaj Kal (2009) and Patiala House (2010).  También había aparecido en películas británicas como Don't Stop Dreaming (2007) y Sambar Salsa (2008). Se reunió en la pantalla con Neetu Singh en la película Do Dooni Chaar (2010).
También actuó en la película Chintu Ji en la cual actuaba de sí mismo. En 2012 apareció en el papel de villano en la película Agneepath y en Housefull 2 donde aparece con su hermano Randhir Kapoor por primera vez desde Khazana, de mitad de los 80. Hizo una aparición en Yash Chopra Jab Tak Hai Jaan con su mujer.

## Vida personal
Rishi Kapoor se casó con Neetu Singh el 22 de enero de 1980. La pareja tuvo dos hijos; el actor Ranbir Kapoor nacido el 22 de septiembre de 1982 y la diseñadora Riddhima Kapoor Sahani, nacida el 15 de septiembre de 1980. Rishi es el tío paterno de Karisma Kapoor y Kareena Kapoor.
Kapoor falleció el 30 de abril de 2020 a los sesenta y siete años en Bombay a causa de un cáncer.

## Premios
- 1970 – Bengal Film Journalists' Association Awards: Special Award, and  National Film Award for Mera Naam Joker.[11]
- 2009 – Honoured by Russian Government for contribution to cinema.[12]
- 2010 – Apsara Film & Television Producers Guild Awards: Best Actor in a Supporting Role for Love Aaj Kal.[13]
- 2011 – Zee Cine Awards: Best Lifetime Jodi along with Neetu Singh.[14]
- 2013 - The Times of India Film Awards (TOIFA), Best Actor in a Negative Role for Agneepath.[15][16]
- 2016 - Screen Lifetime Achievement Award

## Filmografía
| Año  | Película                               | Papel                                | Notas              |
| ---- | -------------------------------------- | ------------------------------------ | ------------------ |
| 1970 | Mera Naam Joker                        | Young Raju                           |                    |
| 1973 | Bobby                                  | Raja                                 |                    |
| 1974 | Zehreela Insaan                        | Arjun Singh                          |                    |
| 1975 | Zinda Dil                              | Arun Sharma                          |                    |
| 1975 | Raaja                                  | Raaja                                |                    |
| 1975 | Rafoo Chakkar                          | Dev                                  |                    |
| 1975 | Khel Khel Mein                         | Ajay Anand                           |                    |
| 1976 | Rangila Ratan                          | Ratan                                |                    |
| 1976 | Laila Majnu                            | Majnu/Qais Al Amri                   |                    |
| 1976 | Ginny Aur Johnny                       |                                      | Special Appearance |
| 1976 | Barood                                 | Anup D. 'Pappu' Saxena               |                    |
| 1976 | Kabhie Kabhie                          | Vikram 'Vicky' Khanna                |                    |
| 1977 | Hum Kisise Kum Naheen                  | Rajesh                               |                    |
| 1977 | Doosra Aadmi                           | Karan Saxena                         |                    |
| 1977 | Chala Murari Hero Banne                | Rishi Kapoor                         |                    |
| 1977 | Amar Akbar Anthony                     | Akbar Ilhabadi                       |                    |
| 1978 | Phool Khile Hain Gulshan Gulshan       | Vishal Rai                           |                    |
| 1978 | Pati Patni Aur Woh                     | Singer (Song: Tere Naam)             |                    |
| 1978 | Naya Daur                              | Mahesh Chopra                        |                    |
| 1978 | Badalte Rishtey                        | Manohar Dhani                        |                    |
| 1978 | Anjane Mein                            | Raja                                 |                    |
| 1979 | Sargam                                 | Raju                                 |                    |
| 1979 | Salaam Memsaab                         | Ramesh                               |                    |
| 1979 | Jhoota Kahin Ka                        | Ajay Rai                             |                    |
| 1979 | Duniya Meri Jeb Mein                   | Vishal Khanna                        |                    |
| 1979 | Aap Ke Deewane                         | Ram                                  |                    |
| 1980 | Do Premee                              | Chetan Prakash                       |                    |
| 1980 | Dhan Daulat                            | Lucky R. Saxena                      |                    |
| 1980 | Karz                                   | Monty                                |                    |
| 1980 | Katilon Ke Kaatil                      | Munna                                |                    |
| 1981 | Naseeb                                 | Sunny                                |                    |
| 1981 | Biwi-O-Biwi                            | Singer in Hotel                      |                    |
| 1981 | Zamane Ko Dikhana Hai                  | Ravi Nanda                           |                    |
| 1982 | Yeh Vaada Raha                         | Vikram Rai Bahadur                   |                    |
| 1982 | Deedar-E-Yaar                          | Javed Syed Ali Khan                  |                    |
| 1982 | Prem Rog                               | Devdhar 'Dev'                        |                    |
| 1983 | Bade Dil Wala                          | Amrit Kumar Saxena/Vijay Kumar Gupta |                    |
| 1983 | Coolie                                 | Sunny                                |                    |
| 1984 | Duniya                                 | Ravi                                 |                    |
| 1984 | Aan Aur Shaan                          | Hero                                 |                    |
| 1984 | Yeh Ishq Nahin Aasan                   | Salim Ahmed Salim                    |                    |
| 1985 | Tawaif                                 | Dawood Mohammed Ali Khan Yusuf Zahi  |                    |
| 1985 | Sitamgar                               | Jai Kumar                            |                    |
| 1985 | Saagar                                 | Ravi                                 |                    |
| 1985 | Rahi Badal Gaye                        | Amar Lal/Pavan Kumar Saxena          |                    |
| 1986 | Naseeb Apna Apna                       | Kishan Singh                         |                    |
| 1986 | Dosti Dushmani                         | Prakash                              |                    |
| 1986 | Nagina                                 | Rajiv                                |                    |
| 1986 | Pahunchey Huwe Log                     |                                      |                    |
| 1986 | Ek Chadar Maili Si                     | Mangal                               |                    |
| 1987 | Pyar Ke Kabil                          | Amar Kapoor                          |                    |
| 1987 | Hawalaat                               | Shyaam                               |                    |
| 1987 | Khudgarz                               | Singer                               |                    |
| 1987 | Khazana                                |                                      |                    |
| 1987 | Sindoor                                | Mr. Kumar                            |                    |
| 1988 | Vijay                                  | Vikram Bhardwa                       |                    |
| 1988 | Janam Janam                            | Sunil/Vinay                          |                    |
| 1988 | Hamara Khandaan                        |                                      |                    |
| 1988 | Ghar Ghar Ki Kahani (película de 1988) | Ram Dhanraj                          |                    |
| 1989 | Naqab                                  | Imran                                |                    |
| 1989 | Hathyar                                | Samiulla Khan                        |                    |
| 1989 | Gharana                                | Vijay Mehra                          |                    |
| 1989 | Chandni                                | Rohit Gupta                          |                    |
| 1989 | Bade Ghar Ki Beti                      | Gopal                                |                    |
| 1989 | Paraya Ghar                            | Hero                                 |                    |
| 1989 | Khoj                                   | Ravi Kapoor                          |                    |
| 1990 | Shesh Naag                             | Bhola                                |                    |
| 1990 | Sher Dil                               | Sanjay R. Saxena                     |                    |
| 1990 | Azaad Desh Ke Gulam                    | Vijay Srivastav                      |                    |
| 1990 | Amiri Garibi                           | Deepak Bhardwaj                      |                    |
| 1991 | Ghar Parivar                           |                                      |                    |
| 1991 | Ajooba                                 | Hassan                               |                    |
| 1991 | Garajna                                |                                      |                    |
| 1991 | Henna                                  | Chander Prakash                      |                    |
| 1991 | Ranbhoomi                              | Bhola Nath                           |                    |
| 1991 | Banjaran                               | Kumar Singh Sesodia/Suraj            |                    |
| 1992 | Bol Radha Bol                          | Kishan Malhotra/Tony                 |                    |
| 1992 | Kasak                                  |                                      |                    |
| 1992 | Inteha Pyar Ki                         | Rohit Shankar Walia                  |                    |
| 1992 | Honeymoon                              | Suraj Verma                          |                    |
| 1992 | Rishta To Ho Aisa                      | Vijay                                |                    |
| 1992 | Deewana                                | Ravi                                 |                    |
| 1993 | Shreemaan Aashique                     | Dushant Kumar Mehra                  |                    |
| 1993 | Sahibaan                               | Gopi                                 |                    |
| 1993 | Sadhna                                 | Karan                                |                    |
| 1993 | Gurudev                                | Dev Kumar illahabad                  |                    |
| 1993 | Anmol                                  | Prem                                 |                    |
| 1993 | Damini – Lightning                     | Shekhar Gupta                        |                    |
| 1993 | Dhartiputra                            |                                      |                    |
| 1993 | Izzat Ki Roti                          | Krishna                              |                    |
| 1994 | Mohabbat Ki Arzoo                      | Krishna                              |                    |
| 1994 | Eena Meena Deeka                       | Inder "Eena"                         |                    |
| 1994 | Saajan Ka Ghar                         | Amar Khanna                          |                    |
| 1994 | Ghar Ki Izzat                          | Mohan Kumar                          |                    |
| 1994 | Pehla Pehla Pyaar                      | Raj Singh                            |                    |
| 1994 | Prem Yog                               | Raj Kumar                            |                    |
| 1995 | Saajan Ki Baahon Mein                  | Saagar                               |                    |
| 1995 | Hum Dono                               | Rajesh                               |                    |
| 1995 | Yaraana                                | Raj                                  |                    |
| 1996 | Prem Granth                            | Somen                                |                    |
| 1996 | Daraar                                 | Raj Malhotra                         |                    |
| 1997 | Kaun Sachcha Kaun Jhootha              | CBI Officer Karan Saxena             |                    |
| 1999 | Jai Hind                               |                                      |                    |
| 2000 | Karobaar: The Business of Love         | Amar Saxena                          |                    |
| 2000 | Raju Chacha                            | Siddhant Rai                         |                    |
| 2001 | Kuch Khatti Kuch Meethi                | Raj Khanna                           |                    |
| 2002 | Yeh Hai Jalwa                          | Rajesh Purushottam Mittal            |                    |
| 2002 | Kucch To Hai                           | Prof. Bakshi                         |                    |
| 2003 | Love at Times Square                   | Satellite Channel CEO                | Special Appearance |
| 2003 | Tehzeeb                                | Anwar Jamaal                         |                    |
| 2004 | Hum Tum                                | Arjun Kapoor                         |                    |
| 2005 | Pyaar Mein Twist                       | Yash Khurana                         |                    |
| 2006 | Fanaa                                  | Zulfikar Ali Beg                     |                    |
| 2007 | Don't Stop Dreaming                    | Groovy                               |                    |
| 2007 | Namastey London                        | Manmohan Malhotra                    |                    |
| 2007 | Om Shanti Om                           | Himself                              | Special appearance |
| 2007 | Sambar Salsa                           | Om Suri                              |                    |
| 2008 | Thoda Pyaar Thoda Magic                | God                                  | Special appearance |
| 2008 | Halla Bol                              | Himself                              | Special appearance |
| 2009 | Luck by Chance                         | Romy Rolly                           |                    |
| 2009 | Chintu Ji                              | Rishi 'Chintuji' Kapoor              |                    |
| 2009 | Delhi-6                                | Ali Beg                              |                    |
| 2009 | Love Aaj Kal                           | Veer Singh                           |                    |
| 2009 | Kal Kissne Dekha                       | Prof. Siddharth Verma                |                    |
| 2010 | Sadiyaan                               | Rajveer Singh                        |                    |
| 2010 | Do Dooni Chaar                         | Santosh Duggal                       |                    |
| 2011 | Patiala House                          | Gurtej Singh Kahlon                  |                    |
| 2011 | Tell Me O Kkhuda                       | Altaf Zardari                        |                    |
| 2012 | Agneepath                              | Rauf Lala                            |                    |
| 2012 | Student of the Year                    | Dean Yoginder Vashisht               |                    |
| 2012 | Housefull 2                            | Chintu Kapoor                        |                    |
| 2012 | Jab Tak Hai Jaan                       | Imran                                | Cameo              |
| 2013 | Chashme Buddoor                        | Joseph Furtado                       |                    |
| 2013 | Aurangzeb                              | Ravikant                             |                    |
| 2013 | D-Day                                  | Iqbal Seth                           |                    |
| 2013 | Besharam                               | Inspector Chulbul Chautala           |                    |
| 2013 | Shuddh Desi Romance                    | Goyel Sahab                          |                    |
| 2014 | Bewakoofiyaan                          | V. K. Sehgal                         |                    |
| 2015 | All Is Well                            | Mr. Bhajanglal Bhalla                |                    |
| 2015 | Wedding Pullav                         | Luv Kapoor                           | Cameo              |
| 2016 | Sanam Re                               | Akash's Grandfather, Daddu           | Cameo              |
| 2016 | Kapoor & Sons                          | Amarjeet Kapoor                      |                    |

 Sharmaji Namkeen 2022
|. B.G Sharma

## Televisión
- Taarak Mehta Ka Ooltah Chashmah as Mr. Duggal[cita requerida]